# Apodantàcies
Apodanthaceae és una família de plantes amb flors que consta de 10 espècies de plantes herbàcies endoparàsites. Viuen en forma de filaments semblants a un miceli en les branques o les tiges dels seus hostes i emergeixen només quan floreixen i fructifiquen. No són verdes ni fan la fotosíntesi (holoparasitisme).
Estan distribuïdes a les zones neotropicals de Califòrnia a Fñorida, Iran, sud d'Austràlia i Àfrica oriental.
N'hi ha dos gèneres: Pilostyles i Apodanthes.